# باشگاه فوتبال نورث ویلیج رمس
نورث ویلیج رمس یک باشگاه فوتبال برمودایی مستقر در پمبروک پریش است که در لیگ برتر برمدا شرکت می‌کند.
در سال ۲۰۱۳، این باشگاه یک قرارداد برای همکاری با باشگاه اسکاتلندی رنجرز امضا کرد.

## افتخارات
- لیگ برتر برمودا: ۹ قهرمانی
- جام حذفی برمودا: ۱۰ قهرمانی